# La Capella Nova (Costes d'Armor)
La Capella Nova (en bretó Ar Chapel-Nevez, en francès La Chapelle-Neuve) és un municipi bretó situat al departament francès de les Costes d'Armor.

## Demografia
| 1962                                       | 1968 | 1975 | 1982 | 1990 | 1999 |
| ------------------------------------------ | ---- | ---- | ---- | ---- | ---- |
| 711                                        | 798  | 677  | 527  | 442  | 400  |
| Des de 1962: població sense dobles comptes |      |      |      |      |      |

## Administració
| Període | Identitat         | Partit |
| ------- | ----------------- | ------ |
| 2001-   | Jean-Paul Prigent |        |